# Daphnella pluricarinata
Daphnella pluricarinata é uma espécie de gastrópode do gênero Daphnella, pertencente à família Raphitomidae.